# CD Player (Windows)
CD Player o Reproductor de CD fue un programa informático que reproducía CD de audio utilizando la tarjeta de sonido del ordenador. Fue incluido en Windows 98, Windows NT 3.51, Windows NT 4.0 y Windows 2000 (como Deluxe CD Player). El programa también estuvo disponible para Windows 95. Se retira de las versiones posteriores de Windows a partir de Windows ME, siendo reemplazado por Windows Media Player.

## Características
Cuando se abría Reproductor de CD, éste buscaba la unidad de disco óptico del ordenador, en busca de pistas de CD de audio, rastreaba metadatos de disco con un servicio de Internet y reproducía el CD. El reconocimiento de CD, pista y artista se podían introducir manualmente y mostrarse en la siguiente carga. Si no se insertaba ningún CD, el programa devolvía uno de los siguientes mensajes de error: Datos o no hay un disco cargado. o Por favor, inserte un disco compacto de audio.

## Deluxe CD Player
Deluxe CD Player, una versión modificada del Reproductor de CD con una piel diferente, también se incluyó en Microsoft Plus! para Windows 98, Windows 2000, Windows ME hasta "beta 3" estado y Windows XP (Whistler) hasta la etapa "beta 2".

## Compatibilidad
Para hacerlo funcionar en cualquier sistema operativo de Windows NT sin Reproductor de CD pre-instalado (por ejemplo, Windows XP), los usuarios pueden copiar los archivos (cdplayer.exe, player.cd CD y CD player.hlp) desde un equipo que ejecuta Windows NT 3.51 o Windows 4.0 para la edición regular, o Windows 2000 para la edición de lujo. En Windows Vista y versiones posteriores, la visualización de la hora en Reproductor de CD se congela, lo que resulta en que la información del tiempo restante/transcurrido no se muestra correctamente.